# Chaoyang (Guangdong)
Chaoyang is een stad in de provincie Guangdong van China. Chaoyang is ook een district. Chaoyang ligt in de stadsprefectuur Shantou. De stad heeft 1.654.276 inwoners (2020).